# Erica schmidtii
Erica schmidtii är en ljungväxtart som beskrevs av Dulfer. Erica schmidtii ingår i släktet klockljungssläktet, och familjen ljungväxter. Inga underarter finns listade i Catalogue of Life.